# Baseband procesor
Baseband procesor (též anglicky baseband radio processor, zkratka BP, BBP) je jednočipový počítač umístěný v zařízení (počítač, mobilní telefon apod.), které nezávisle zajišťuje bezdrátovou komunikaci (například v GSM síti), avšak tento pojem není využíván pro čipy zajišťující Wi-Fi nebo Bluetooth. Baseband procesor má typicky vlastní paměť RAM a je řízen vlastním firmwarem, který využívá operační systém reálného času. Na světě existuje několik významných výrobců baseband procesorů, jako je Broadcom, Icera, Intel (dříve Infineon), MediaTek, Qualcomm, UNISOC a ST-Ericsson.

## Kontroverze
Protože baseband procesory používají proprietární systémy, nelze provést jejich nezávislý bezpečnostní audit. Metodami reverzního inženýrství byly zjištěny zranitelnosti, které je možné zneužívat ke vzdálenému ovládnutí zařízení a čtení i změně uložených a zpracovávaných dat.